# Microligia oriotes
Microligia oriotes là một loài bướm đêm trong họ Geometridae.